# William Cowlishaw

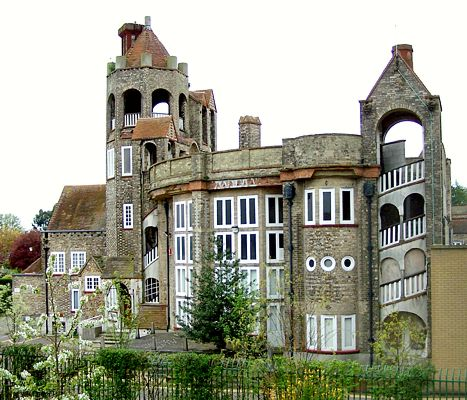
The Cloisters

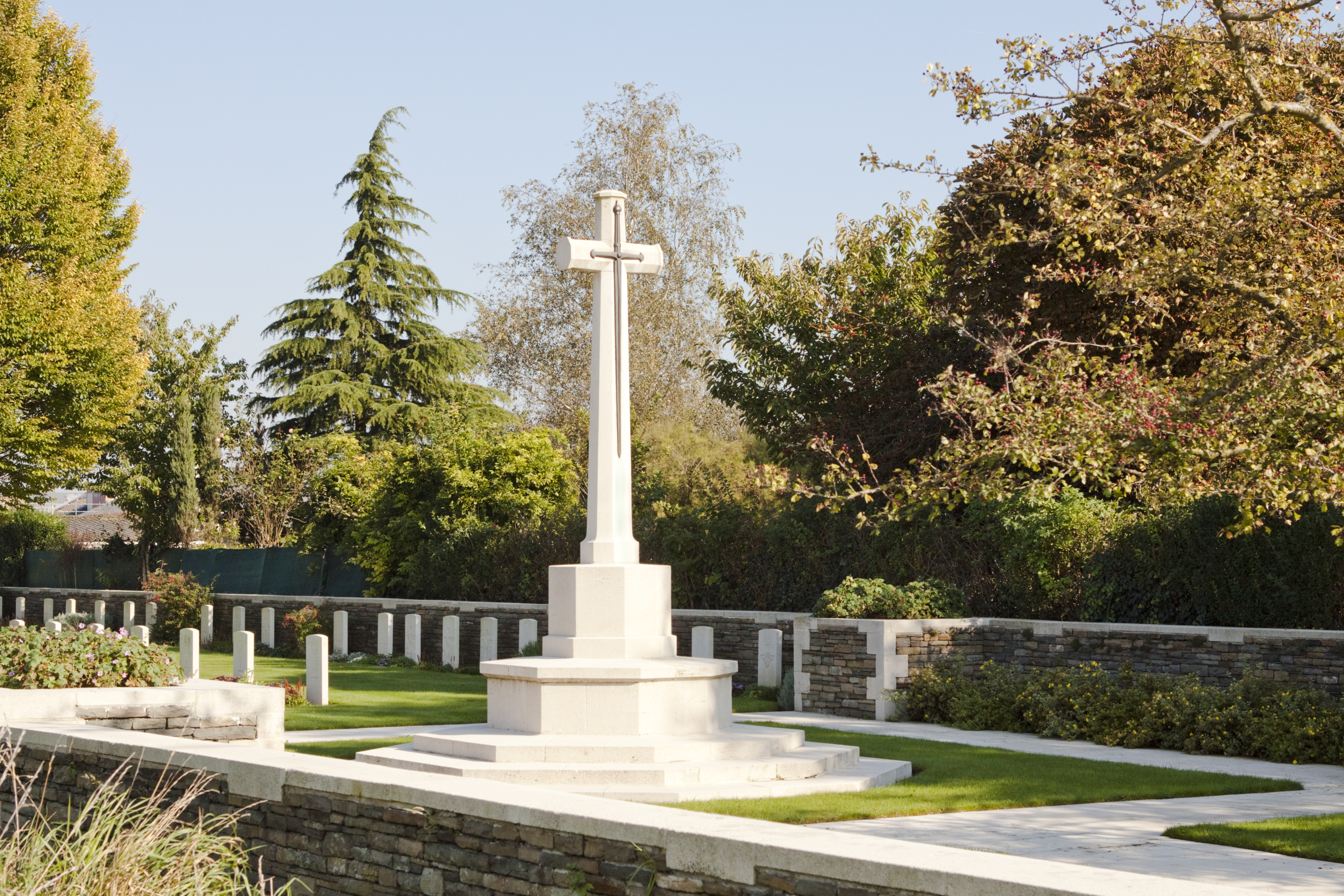
Chapelle-d'Armentieres Old Military Cemetery

William Harrison Cowlishaw (1869–1957) was een Brits architect van de European Arts and Crafts School. Hij leefde in Norton, Hertfordshire, destijds een artiestengemeenschap. Zijn bijzonderste verwezenlijking is het ongewone The Cloisters in de buurt van Letchworth Garden City, ontworpen als een godsdienstig meditatiecentrum en openluchtschool. Het is een eclectisch gebouw met torens. Een vroeger werk was The Cearne in Crockham Hill, Kent, een huis dat ontworpen was voor het echtpaar Edward en Constance Garnett. 
Aan het einde van Eerste Wereldoorlog was hij verbonden aan de Imperial (nu het Commonwealth) War Graves Commission voor het ontwerpen van begraafplaatsen en herdenkingsmonumenten voor de slachtoffers van de oorlog in België en Frankrijk. Hij werkte daarvoor samen met Charles Holden. Ook na deze opdracht bleven ze samenwerken.
Enkele Britse begraafplaatsen door hem ontworpen:
- Divisional Collecting Post Cemetery and Extension
- Godezonne Farm Cemetery
- Grootebeek British Cemetery
- Irish House Cemetery
- Prowse Point Military Cemetery
- Woods Cemetery
- Red Cross Corner Cemetery
- Chapelle-d'Armentieres Old Military Cemetery
- Eterpigny British Cemetery
- Valley Cemetery
- Pozieres British Cemetery en Pozieres Memorial

- Union List of Artist Names: 500188337
- Virtual International Authority File: 152352554